# Manbuta padrina
Manbuta padrina là một loài bướm đêm trong họ Erebidae.